# El Zapote, Zumpahuacán
El Zapote är en ort i Mexiko.   Den ligger i kommunen Zumpahuacán och delstaten Mexiko, i den sydöstra delen av landet, 90 km söder om huvudstaden Mexico City. El Zapote ligger 1 130 meter över havet och antalet invånare är 175.
Terrängen runt El Zapote är huvudsakligen kuperad, men åt sydost är den platt. Runt El Zapote är det ganska tätbefolkat, med 108 invånare per kvadratkilometer. Närmaste större samhälle är La Joya, 7,6 km söder om El Zapote. I omgivningarna runt El Zapote växer huvudsakligen savannskog.